# Elatostema blechnoides
Elatostema blechnoides är en nässelväxtart som beskrevs av Henry Nicholas Ridley. Elatostema blechnoides ingår i släktet Elatostema och familjen nässelväxter. Inga underarter finns listade i Catalogue of Life.